# 집단 기억
집단 기억(coollective memory)은 그룹의 정체성과 크게 연관된 사회적 집단의 기억, 지식 및 정보의 공유 풀이다. "집단 기억"이라는 영어 문구와 이에 상응하는 프랑스어 문구 "라 메무아르 집단"은 19세기 후반에 등장했다. 철학자이자 사회학자인 모리스 할바흐스는 1925년에 출간된 책 "Les cadres sociaux de la mémoire"에서 집단 기억의 개념을 분석하고 발전시켰다.
집단 기억은 크고 작은 사회 집단에 의해 구성되고 공유되며 전달될 수 있다. 이러한 집단의 예로는 국가, 세대, 커뮤니티 등이 있다.
집단 기억은 심리학, 사회학, 역사학, 철학, 인류학 등 다양한 분야에서 관심과 연구 주제로 다뤄져 왔다.

## 집단 기억의 개념화

### 집단 기억의 속성
집단 기억은 여러 가지 방식으로 개념화되어 특정 속성을 가진다고 제안되었다. 예를 들어, 집단 기억은 공유된 지식의 집합체(예: 한 국가의 과거 지도자나 대통령에 대한 기억)를 의미할 수 있다; 사회 집단의 이미지, 내러티브, 가치관 및 아이디어; 또는 사건의 집단 기억이 변화하는 지속적인 과정.

### 역사 대 집단 기억
역사와 집단 기억의 차이점은 각각의 목표와 특성을 비교할 때 가장 잘 이해할 수 있다. 역사의 광범위한 목표는 과거 사건에 대한 포괄적이고 정확하며 편견 없는 묘사를 제공하는 것이다. 여기에는 종종 여러 관점의 표현과 비교, 이러한 관점과 세부 사항의 통합을 통해 완전하고 정확한 설명을 제공하는 것이 포함된다. 반면에 집단 기억은 예를 들어 하나의 사회 집단, 국가 또는 공동체의 관점과 같은 단일 관점에 초점을 맞춘다. 따라서 집단 기억은 해당 집단에 특유한 가치, 내러티브 및 편견과 관련된 과거 사건을 나타낸다.
연구에 따르면 각국의 사람들은 과거를 회상하는 데 큰 차이가 있을 수 있다고 한다. 미국과 러시아 학생들에게 2차 세계대전의 중요한 사건을 회상하도록 지시하고 이러한 사건 목록을 비교한 한 연구에서는 미국과 러시아 학생들이 회상한 대부분의 사건이 공유되지 않았다. 남북전쟁, 제2차 세계대전, 이라크전쟁에 대한 회상된 사건과 감정적 관점의 차이는 세대 간 미국인의 집단 기억을 비교하는 연구에서도 발견되었다.

### 집단 기억에 대한 관점
모리스 할바흐스에 의해 처음 개발된 집단 기억의 개념은 다양한 각도에서 탐구되고 확장되었으며, 그 중 몇 가지는 아래에 소개되어 있다.
제임스 E. 영은 '수집된 기억'이라는 개념을 도입했으며, 이는 기억의 본질적으로 단편적이고 수집된 개별적인 특성을 나타내는 반면 얀 아스만은 '수집된 기억'이라는 개념을 제시했다 일상적인 의사소통을 기반으로 한 다양한 집단 기억인 '소통적 기억'의 개념을 발전시킨다. 이러한 형태의 기억은 구전 문화의 교류나 구전 전통을 통해 수집된(그리고 집단화된) 기억과 유사하다. 집단 기억의 또 다른 하위 형태로, 아스만은 일상과 분리된 형태를 언급하며, 텍스트나 기념물과 같은 특정한 구체화되고 고정된 점을 지적한다.
집단 기억 이론은 히로시마 거주자이자 원자폭탄 생존자였던 타니모토 기요시가 히로시마에 있는 자신의 기념 감리교회 재건을 위한 지지와 자금을 모으기 위한 시도로 미국을 순회하면서 논의하기도 했다. 그는 원자폭탄 사용이 영원히 세계의 집단 기억에 추가되었으며, 앞으로는 이러한 장치에 대한 경고로 작용할 것이라고 이론화했다. 존 허시의 1946년 저서 히로시마를 참조하세요.

아일랜드의 기억과 역사에 관한 권위자인 역사학자 가이 베이너(1968-)는 많은 기억 연구에서 "집단적"이라는 형용사가 반영되지 않는다고 비판했다:
문제는 집단성의 조잡한 개념들에 관한 것이다. 이 개념들은 드물게 동질성을 가정하며, 기억이 구성되기 때문에 그것이 유지 관리에 투자된 사람들의 조작에 전적으로 영향을 받는다고 주장한다. 이는 기억의 가단성이나 인위적인 기억 구성이 어느 정도까지 주입될 수 있는지에 대한 한계를 부정한다. 실제로, 완전히 집단적인 기억의 구성은 정치인들의 열망으로, 이는 결코 완전히 충족되지 않으며 항상 논쟁의 대상이 된다.

대신 베이너는 "사회적 기억"이라는 용어를 홍보했다 그리고 "사회적 망각"이라는 관련 개념을 개발하여 그 한계를 입증했다.
역사학자 데이비드 리프는 "집단 기억"이라는 용어를 문제 삼으며, 문제의 사건들 동안 실제로 살아 있었던 사람들의 기억과 문화나 미디어로만 알고 있는 사람들을 구분한다. 리프는 조지 산타야나의 격언에 반대하여 "과거를 기억하지 못하는 사람들은 그것을 반복해야 한다"고 적으며, 특정 역사적 사건(종종 집단에 대한 잘못)에 대한 강한 문화적 강조가 무력 충돌의 해결을 막을 수 있다고 지적한다. 특히 갈등이 이전에 무승부를 위해 싸운 적이 있을 때 더욱 그렇는다. 사회학자 데이비드 루폴드는 집단 기억 개념에 내재된 구조적 민족주의 문제에 주목하며, 세대의 소속감, 가족, 지역성 또는 사회정치적 세계관을 중심으로 형성되는 다른 기억 집단들의 상호작용을 강조하는 다중 집단적 관점을 채택하여 "집단 기억 개념이 국가 집단에 종속되는 것을 방지하는 것"을 지지한다고 주장한다.
피에르 레비는 인간 집단 지성 현상이 인터넷 패러다임의 도래와 함께 심각한 변화를 겪고 있다고 주장한다. 이는 대다수의 인류가 공통된 온라인 집단 기억에 접근하고 수정할 수 있게 해주기 때문이다.

## 집단 기억 및 심리 연구
전통적으로 인문학에서 연구되는 주제였지만, 집단 기억은 심리학에서 관심의 대상이 되었다. 집단 기억을 연구하기 위해 심리학에서 흔히 사용되는 접근 방식에는 집단 기억의 형성과 전달에 관여하는 인지 메커니즘을 조사하고, 사회 집단 간 역사의 사회적 표현을 비교하는 것이 포함되었다.

### 역사의 사회적 표현
집단 기억에 대한 연구는 다양한 사회 집단이 어떻게 자신의 역사적 표상을 형성하는지, 그리고 이러한 집단 기억이 이상, 가치, 행동에 어떤 영향을 미칠 수 있는지를 비교하는 접근 방식을 취했다. 갈등과 오류의 과거 패턴을 방지하기 위해 사회적 정체성을 개발하고 과거를 평가하는 것은 집단이 왜 역사의 사회적 표상을 형성하는지에 대한 제안된 기능이다. 이 연구는 역사와 집단 기억을 비교할 때 앞서 제시한 예와 같이 다양한 집단을 조사하거나 역사적 사건에 대한 회상의 차이를 비교하는 데 중점을 두었다.
국가나 국가와 같은 사회 집단 간의 집단 기억 차이는 집단적 나르시시즘과 자기중심적/민족중심적 편향에 기인한다. 35개국의 참가자들에게 세계사에 대한 자국의 기여도에 대해 질문하고 0%에서 100%까지의 백분율 추정치를 제공한 한 관련 연구에서는 많은 국가가 자국의 기여도를 과장하는 응답을 했기 때문에 집단적 나르시시즘에 대한 증거가 발견되었다. 50개 주에서 온 미국인들이 미국 역사에 대한 국가의 기여도에 대해 비슷한 질문을 받은 또 다른 연구에서는 과대평가와 집단적 나르시시즘의 패턴도 발견되었다.

### 협업 회상의 기초가 되는 인지 메커니즘
그룹 회상 중에 관련된 특정 인지 메커니즘과 이러한 메커니즘 간의 상호작용이 집단 기억 형성에 기여하는 것으로 제안되었다. 아래는 그룹이 협력적으로 회상하는 동안 관련된 몇 가지 메커니즘이다.

#### 협업 억제 및 검색 중단
그룹이 정보를 회상하기 위해 협력할 때, 그들은 동일한 수의 개인이 풀링된 기억 회상에 비해 성능이 저하되는 협력적 억제를 경험한다. Weldon과 Bellinger(1997)와 Basden, Basden, Bryner, Thomas(1997)는 검색 간섭이 협력적 억제의 기저에 있다는 증거를 제시했다. 이는 다른 구성원들의 생각과 주제에 대한 토론을 듣는 것이 자신의 생각 조직을 방해하고 기억력을 손상시키기 때문이다.
협력적 억제의 주요 이론적 설명은 검색 중단이다. 정보를 인코딩하는 동안 개인은 자신만의 독특한 정보 조직을 형성한다. 이 조직은 나중에 정보를 기억하려고 할 때 사용된다. 구성원들이 정보를 교환하는 그룹 환경에서, 그룹 구성원들이 기억한 정보는 자신이 개발한 독특한 조직을 방해한다. 각 구성원의 조직이 중단됨에 따라, 개별적으로 기억한 참가자들(그룹과 동일한 수의 참가자)의 집단 기억에 비해 그룹이 기억한 정보가 줄어든다.
협업 억제 문제에도 불구하고 그룹으로 작업하면 시간이 지남에 따라 다양한 아이디어에 노출되기 때문에 장기적으로 개인의 기억력에 도움이 될 수 있다. 협업 전에 처음에는 혼자서 작업하는 것이 기억력을 높이는 최적의 방법인 것 같다.
초기의 협력적 억제에 대한 추측에는 개인의 책임 감소, 사회적 로핑, 책임의 확산과 같은 설명이 포함되어 있었지만, 회수 중단이 여전히 주요 설명으로 남아 있다. 연구에 따르면 사회적 로핑 이외의 출처에 대한 집단적 억제는 금전적 인센티브를 제공하는 것이 그룹의 기억력 향상에 실패하는 것으로 나타났다. 이 연구의 추가 증거는 사회적 로핑 외에도 다른 무언가가 작용하고 있음을 시사한다. 평가 불안(다른 사람들 사이에서 자신의 성과에 초점을 맞추는 것)을 줄이는 것이 개인의 기억에는 도움이 되지만, 그룹에 대한 기억력 향상에는 도움이 되지 않는다. 개인의 책임감, 즉 그룹 내 자신의 성과와 기여에 주목하는 것도 협력적 억제를 줄이지 못했다. 따라서 그룹 구성원들이 그룹 회상의 방해를 극복하려는 동기는 여러 동기 부여 요인에 의해 달성될 수 없다.

#### 교차 큐잉
그룹 구성원 간의 정보 교환은 종종 개인이 혼자 작업했다면 기억하지 못했을 것들을 기억하는 데 도움이 된다. 즉, A가 제공한 정보는 B를 직접 '큐잉'할 수 있으며, 이로 인해 기억력이 향상된다. 그룹 리콜 중에는 다른 팀원들로 인해 기억력 회상 신호가 왜곡될 수 있기 때문에 개인이 혼자서 기억하는 것만큼 기억하지 못할 수도 있다. 그럼에도 불구하고 이는 향상된 이점을 제공하므로 팀원들은 그룹의 혼란에 특정한 것을 기억할 수 있다. 교차 큐잉은 그룹 리콜의 공식화에 중요한 역할을 한다(Barber, 2011).

#### 집단적 허위 기억
2010년에는 1980년대에 발생한 폭탄 테러를 개인이 어떻게 기억하는지 알아보기 위한 연구가 진행되었다. 비극적인 폭탄을 기억하기 위해 시계는 나중에 10.25로 설정되었다(De Vito et al. 2009). 이탈리아 볼로냐 중앙역의 시계가 여전히 작동하는지 기억해 달라는 요청을 받았고, 모두가 아니라고 답했지만 실제로는 그 반대였다(Legge, 2018). 역사상 사람들이 잘못된 기억을 만들어내는 사례는 많이 있었다. 클레어몬트 대학원에서 2003년에 실시한 연구에 따르면 스트레스가 많은 사건과 실제 사건은 뇌에 의해 다르게 관리된다는 결과가 나왔다. 실제 존재하지 않는 물체에서 무언가를 기억하거나 범죄 현장에서 누군가의 모습을 착각할 때 거짓 기억의 다른 사례가 발생할 수 있다(Legge, 2018). 사람들이 동일한 거짓 기억을 기억할 수 있으며, 일부 사람들은 이를 "만델라 효과"라고 부른다. "만델라 효과"라는 이름은 많은 사람들이 죽은 것으로 거짓으로 믿었던 남아프리카 민권 지도자 넬슨 만델라의 이름에서 유래했다(Legge, 2018). 판도라 박스 실험은 언어가 거짓 기억에 관한 한 마음을 더 복잡하게 만든다고 설명한다. 언어는 인간이 올바른 정보를 수집하기 어렵게 만들기 때문에 상상력이 풍부한 경험을 제공하는 역할을 한다(Jablonka, 2017).

#### 오류 가지치기
개별 리콜과 비교할 때, 그룹 구성원들은 리콜 중에 오류 가지치기를 통해 개인이 수정하지 않은 오류를 감지할 수 있는 기회를 제공할 수 있다.

#### 사회적 전염 오류
그룹 설정은 또한 올바른 것으로 오인되거나 이전에 연구된 잘못된 정보에 노출될 수 있는 기회를 제공할 수 있다.

#### 재노출 효과
그룹 구성원들이 이전에 인코딩된 정보를 회상하는 것은 정보에 대한 두 번째 노출 기회를 제공하기 때문에 기억력을 향상시킬 수 있다.

#### 잊어버리기
연구에 따르면 그룹 회상 중에 잊혀지고 제외된 정보는 그룹 회상 중에 제외된 정보와 무관한 정보에 비해 관련 정보의 망각을 촉진할 수 있는 것으로 나타났다. 선택적 망각은 집단 기억 형성에 관여하는 중요한 메커니즘이며, 궁극적으로 그룹 구성원들이 어떤 세부 사항을 포함하고 제외하는지에 대한 연구가 진행되었다. 이 메커니즘은 개인을 대상으로 한 검색 유도 망각 방법의 변형인 사회적 공유 검색 유도 망각 패러다임을 사용하여 연구되었다. 뇌에는 기억, 대뇌 피질, 포닉스 및 포닉스가 포함된 구조에 초점을 맞춘 중요한 뇌 영역이 많이 있다. 이러한 뇌의 구조는 새로운 정보를 얻기 위해 필요하며, 이러한 구조 중 하나라도 손상되면 전단계 또는 역행성 기억상실증에 걸릴 수 있다(Anastasio et al., p. 26, 2012). 기억상실증은 기억을 방해하거나 심리적으로 영향을 미치는 모든 것을 의미할 수 있다. 시간이 지남에 따라 기억 상실은 기억상실증의 자연스러운 일부가 된다. 때로는 최근 또는 과거 사건에 대한 역행 기억을 얻을 수도 있다.

### 다이애드에서 네트워크로의 메모리 동기화
집단 기억 형성에 대한 상향식 접근법은 인지 수준의 현상이 사람들이 대화형 기억 후 기억을 동기화할 수 있게 하는 방법을 조사한다. 인간 기억의 가단성으로 인해 과거의 결과에 대해 서로 이야기하면 상호작용하는 파트너의 기억 사이의 유사성이 증가하는 기억 변화가 발생한다 이러한 이분법적 상호작용이 소셜 네트워크에서 발생하면, 대규모 커뮤니티가 과거의 유사한 기억에 어떻게 수렴하는지 이해할 수 있다. 더 큰 상호작용에 대한 연구에 따르면, 소규모 그룹 상호작용과 관련된 인지 메커니즘으로 인해 더 큰 소셜 네트워크에서 집단 기억이 나타날 수 있다.

## 집단 기억 분석을 위한 계산적 접근 방식
소셜 미디어 및 소셜 네트워크 데이터와 같은 온라인 데이터와 자연어 처리 및 정보 검색의 발전으로 인해 온라인 사용자가 과거를 어떻게 언급하고 무엇에 집중하는지 연구할 수 있게 되었다. 초기 연구에서는 2010년에 연구자들은 특정 국가를 나타내는 쿼리를 위해 수집된 대량의 뉴스 기사에서 절대 연도 참조를 추출했다. 이를 통해 서로 다른 국가의 맥락에서 특히 강하게 기억되는 연도(일반적으로 중요한 과거 사건을 기념하는 것과 관련된 피크가 있는 지수적 메모리 곡선 모양)와 뉴스에서 더 먼 연도에 대한 관심이 감소하는 방법을 설명할 수 있었다. 주제 모델링과 분석을 바탕으로 특정 연도가 어떻게 기억되는지를 나타내는 주요 주제를 감지했다. 뉴스보다는 위키백과가 분석의 대상이기도 했다. 항공기 추락 사고에 관한 위키백과 기사의 시청 통계를 분석하여 최근 사건과 과거 사건 간의 관계, 특히 기억 유발 패턴을 이해하기 위해 분석했다.
다른 연구들은 소셜 네트워크에서 집단 기억을 분석하는 데 중점을 두었다. 예를 들어, 역사와 관련된 200만 개 이상의 트윗(양적 및 질적)을 조사하여 그들의 특성과 역사 관련 콘텐츠가 소셜 네트워크에 전파되는 방식을 밝혀냈다. 해시태그와 트윗은 다음과 같은 유형으로 분류할 수 있다:
- 일반 역사 해시태그는 일반적으로 특정 유형(예: #history, #historyfacts)에 속하지 않는 역사 관련 트윗을 광범위하게 식별하는 데 사용된다.
- 국가 또는 지역 역사 국가 또는 지역 역사와 관련된 해시태그(예: #ushistory 또는 #canadianhistory)는 과거 위치 이름(예: #ancient 그리스)을 포함한다. 역사의 특정 주제 측면(예: #스포츠 역사, #예술 역사)과 관련된 측면 중심의 역사 해시태그.
- 일반 기념 특정 날짜나 기간을 기념하거나 회상하는 해시태그(종종 트윗 게시일과 관련된 경우가 있음) 또는 #오늘 우리가 기억하는 #otd, #이날, #4년 전 #remember와 같이 지정되지 않은 개체를 의미한다.
- 역사적 사건 과거 특정 사건(예: #wwi, #7년 전쟁)과 관련된 해시태그.
- 역사적 실체 사람, 조직 또는 객체(예: #stalin, #napoleon)와 같은 특정 엔티티에 대한 참조를 나타내는 해시태그.

디지털 전환 이후 사회적 및 집단적 기억의 방식을 포괄하는 디지털 추모화 연구는 인터넷뿐만 아니라 문화유산 기관, 교실, 그리고 전 세계 개인 사용자들 사이에서 디지털 형식과 도구의 사용 증가에 대응하여 크게 성장했다.

## 참고 항목
- 집단 의식
- 집단 지성
- 집단 무의식
- 문화적 기억
- 기억 문화
- 디지털 보존
- 웹 아카이빙
- 분산 인지
- 제도적 기억
- 기억의 장소
- 기념화
- 국가 기억
- 구전 전통
- 구술 역사
- 조직 기억
- 망각 협약
- 탈식민적 망각
- 선택적 생략
- 침묵의 나선
- 진실 추구

## 참조
1. 1 2 3 4 5  Roediger, Henry L.; Abel, Magdalena (July 2015). “Collective memory: a new arena of cognitive study”. 《Trends in Cognitive Sciences》 19 (7): 359–361. doi:10.1016/j.tics.2015.04.003. ISSN 1879-307X. PMID 25953047. S2CID 16554192.
2. ↑  Olick, Jeffrey K.; Vinitzky-Seroussi, Vered; Levy, Daniel (2011). 《The Collective Memory Reader》. Oxford University Press. ISBN 978-0-19-533741-9.
3. ↑  Hirst, William; Manier, David (April 2008). “Towards a psychology of collective memory”. 《Memory (Hove, England)》 16 (3): 183–200. doi:10.1080/09658210701811912. ISSN 0965-8211. PMID 18324546. S2CID 21091246.
4. ↑  Halbwachs, Maurice (1925). 《Les cadres sociaux de la mémoire》 (프랑스어). Paris: Librairie Félix Alcan.
5. ↑  Roediger, Henry L.; Wertsch, James V. (January 2008). “Creating a new discipline of memory studies”. 《Memory Studies》 1 (1): 9–22. doi:10.1177/1750698007083884. ISSN 1750-6980. S2CID 28173588.
6. ↑  DeSoto, K. A.; Roediger, H. L. (2014년 11월 28일). “Forgetting the presidents”. 《Science》 346 (6213): 1106–1109. Bibcode:2014Sci...346.1106R. doi:10.1126/science.1259627. ISSN 1095-9203. PMID 25430768. S2CID 6951497.
7. ↑  Roediger, Henry L.; DeSoto, K. Andrew (2016년 5월 1일). “Recognizing the Presidents: Was Alexander Hamilton President?”. 《Psychological Science》 27 (5): 644–650. doi:10.1177/0956797616631113. ISSN 0956-7976. PMID 27044319. S2CID 5002467.
8. ↑  Yuan, Ti-Fei; DeSoto, K. Andrew; Xue, Yan; Fu, Mingchen (2016). “Remembering the Leaders of China”. 《Frontiers in Psychology》 (영어) 7: 373. doi:10.3389/fpsyg.2016.00373. ISSN 1664-1078. PMC 4811887. PMID 27065899.
9. ↑  Wertsch, James V.; Roediger, Henry L. (April 2008). “Collective memory: conceptual foundations and theoretical approaches”. 《Memory (Hove, England)》 16 (3): 318–326. doi:10.1080/09658210701801434. ISSN 0965-8211. PMID 18324555. S2CID 205665059.
10. ↑  Wertsch, James V. (2002년 7월 15일). 《Voices of Collective Remembering》. Cambridge University Press. ISBN 978-0-521-00880-8.
11. ↑  Roediger, Henry L.; Agarwal, Pooja K.; Butler, Andrew C.; Zaromb, Franklin (2014년 4월 1일). “Collective memories of three wars in United States history in younger and older adults”. 《Memory & Cognition》 42 (3): 383–399. doi:10.3758/s13421-013-0369-7. ISSN 1532-5946. PMID 24097190. S2CID 15557122.
12. ↑  Assmann, Jan (2008).  A. Erll & A. Nünning, 편집. “Communicative and cultural memory” (PDF). 《Cultural Memory Studies: An International and Interdisciplinary Handbook》: 109–118. doi:10.1515/9783110207262.2.109. ISBN 978-3-11-018860-8.
13. ↑  Assmann, Jan; Czaplicka, John (Spring–Summer 1995). “Collective Memory and Cultural Identity”. 《New German Critique》 (65): 125–133. doi:10.2307/488538. JSTOR 488538.
14. ↑  Hersey, John (1985년 8월 12일). 《Hiroshima》 New판. New York. ISBN 0-394-54844-2. OCLC 12108176.
15. ↑  Beiner, Guy (2017). “Troubles with Remembering; or, the Seven Sins of Memory Studies”. 《Dublin Review of Books》.
16. ↑  Beiner, Guy (2007). 《Remembering the Year of the French: Irish Folk History and Social Memory》. University of Wisconsin Press.
17. ↑  Beiner, Guy (2018). 《Forgetful Remembrance: Social Forgetting and Vernacular Historiography of a Rebellion in Ulster》. Oxford University Press. ISBN 978-0-19-874935-6.
18. ↑  David Rieff (2016). 《In Praise of Forgetting: Historical Memory and Its Ironies》. Yale University Press. ISBN 978-0-300-18279-8.
19. ↑  Leupold, David (2020). 《Embattled dreamlands: the politics of contesting Armenian, Kurdish and Turkish memory》. New York. 10쪽. ISBN 978-0-429-34415-2. OCLC 1130319782.
20. 1 2 3  Hirst, William; Yamashiro, Jeremy K.; Coman, Alin (May 2018). “Collective Memory from a Psychological Perspective”. 《Trends in Cognitive Sciences》 22 (5): 438–451. doi:10.1016/j.tics.2018.02.010. ISSN 1879-307X. PMID 29678236. S2CID 5033147.
21. ↑  Hirst, William; Coman, Alin (2018년 10월 1일). “Building a collective memory: the case for collective forgetting”. 《Current Opinion in Psychology》 23: 88–92. doi:10.1016/j.copsyc.2018.02.002. ISSN 2352-250X. PMID 29459336. S2CID 3436646.
22. ↑  Hirst, William; Rajaram, Suparna (2014년 12월 1일). “Toward a social turn in memory: An introduction to a special issue on social memory”. 《Journal of Applied Research in Memory and Cognition》 3 (4): 239–243. doi:10.1016/j.jarmac.2014.10.001. ISSN 2211-3681.
23. ↑  Choi, Hae-Yoon; Blumen, Helena M.; Congleton, Adam R.; Rajaram, Suparna (2014). “The role of group configuration in the social transmission of memory: Evidence from identical and reconfigured groups”. 《Journal of Cognitive Psychology》 26: 65–80. doi:10.1080/20445911.2013.862536. S2CID 19160059.
24. 1 2  Congleton, Adam R.; Rajaram, Suparna (August 2014). “Collaboration changes both the content and the structure of memory: Building the architecture of shared representations”. 《Journal of Experimental Psychology. General》 143 (4): 1570–1584. doi:10.1037/a0035974. ISSN 1939-2222. PMID 24588216. S2CID 23932898.
25. ↑  Zaromb, Franklin M.; Liu, James H.; Páez, Dario; Hanke, Katja; Putnam, Adam L.; Roediger, Henry L. (2018년 12월 1일). “We Made History: Citizens of 35 Countries Overestimate Their Nation's Role in World History”. 《Journal of Applied Research in Memory and Cognition》 7 (4): 521–528. doi:10.1016/j.jarmac.2018.05.006. ISSN 2211-3681. S2CID 158214873.
26. ↑  DeSoto, Henry L. Roediger III,K Andrew. “The Power of Collective Memory”. 《Scientific American》. 2018년 12월 14일에 확인함.
27. ↑  “Americans Exaggerate Their Home State's Role in Building the Nation”. 《Association for Psychological Science》. 2018년 12월 14일에 확인함.
28. ↑  Harris, Celia B.; Paterson, Helen M.; Kemp, Richard I. (2008). “Collaborative recall and collective memory: What happens when we remember together?”. 《Memory》 16 (3): 213–230. doi:10.1080/09658210701811862. PMID 18324548. S2CID 7917681.
29. 1 2  Weldon, M.S.; Blair, C.; Huebsch, P.D. (2000). “Group Remembering: Does Social Loafing Underlie Collaborative Inhibition?”. 《Journal of Experimental Psychology: Learning, Memory, and Cognition》 26 (6): 1568–1577. doi:10.1037/0278-7393.26.6.1568. PMID 11185783.
30. ↑  Basden, B. H.; Basden, D. R.; Bryner, S.; Thomas, R. L. (September 1997). “A comparison of group and individual remembering: does collaboration disrupt retrieval strategies?”. 《Journal of Experimental Psychology: Learning, Memory, and Cognition》 23 (5): 1176–1191. doi:10.1037/0278-7393.23.5.1176. ISSN 0278-7393. PMID 9293628.
31. 1 2  Rajaram, Suparna; Pereira-Pasarin, Luciane P. (November 2010). “Collaborative Memory: Cognitive Research and Theory”. 《Perspectives on Psychological Science: A Journal of the Association for Psychological Science》 5 (6): 649–663. doi:10.1177/1745691610388763. ISSN 1745-6916. PMID 26161882. S2CID 20159993.
32. ↑  《The psychology of learning and motivation: advances in research and theory. Vol. 45》. Ross, Brian H. Amsterdam: Elsevier Academic Press. 2004. ISBN 0-12-543345-X. OCLC 648246609.
33. ↑  Barber, Sarah J.; Rajaram, Suparna (July 2011). “Exploring the relationship between retrieval disruption from collaboration and recall”. 《Memory》 (영어) 19 (5): 462–469. doi:10.1080/09658211.2011.584389. ISSN 0965-8211. PMC 3162101. PMID 21736433.
34. ↑  de Vito, Stefania; Cubelli, Roberto; Della Sala, Sergio (May 2009). “Collective representations elicit widespread individual false memories”. 《Cortex》 45 (5): 686–687. doi:10.1016/j.cortex.2008.08.002. ISSN 0010-9452. PMID 19111288. S2CID 30103006.
35. ↑  Pezdek, Kathy (November 2003). “Event memory and autobiographical memory for the events of September 11, 2001”. 《Applied Cognitive Psychology》 (영어) 17 (9): 1033–1045. doi:10.1002/acp.984. ISSN 0888-4080.
36. ↑  Jablonka, Eva (2017년 12월 1일). “Collective narratives, false memories, and the origins of autobiographical memory”. 《Biology & Philosophy》 (영어) 32 (6): 839–853. doi:10.1007/s10539-017-9593-z. ISSN 1572-8404. S2CID 90018021.
37. ↑  Congleton, Adam (May 2012). 《The Influence of Retrieval Organization on the Formation and Persistence of Collective Memory》 (PDF) (학위논문). Stony Brook University. 12쪽. hdl:11401/71188.
38. ↑  Roediger, Henry L.; Meade, Michelle L.; Bergman, Erik T. (2001). “Social contagion of memory”. 《Psychonomic Bulletin & Review》 8 (2): 365–371. doi:10.3758/bf03196174. PMID 11495127. S2CID 592759.
39. 1 2  Coman, Alin; Manier, David; Hirst, William (May 2009). “Forgetting the unforgettable through conversation: socially shared retrieval-induced forgetting of September 11 memories”. 《Psychological Science》 20 (5): 627–633. doi:10.1111/j.1467-9280.2009.02343.x. ISSN 1467-9280. PMID 19476592. S2CID 5936888.
40. ↑  Coman, Alin; Hirst, William (August 2015). “Social identity and socially shared retrieval-induced forgetting: The effects of group membership”. 《Journal of Experimental Psychology. General》 144 (4): 717–722. doi:10.1037/xge0000077. ISSN 1939-2222. PMID 25938179.
41. ↑  Cuc, Alexandru; Koppel, Jonathan; Hirst, William (August 2007). “Silence is not golden: a case for socially shared retrieval-induced forgetting”. 《Psychological Science》 18 (8): 727–733. doi:10.1111/j.1467-9280.2007.01967.x. ISSN 0956-7976. PMID 17680945. S2CID 12292048.
42. ↑  Anastasio, Thomas J.; Ehrenberger, Kristen Ann; Watson, Patrick; Zhang, Wenyi (2012). 《Individual and Collective Memory Consolidation》. doi:10.7551/mitpress/9173.001.0001. ISBN 978-0-262-30166-4.
43. ↑  “Defining Collective Memory”, 《Individual and Collective Memory Consolidation》 (The MIT Press), 2012, 41–60쪽, doi:10.7551/mitpress/9173.003.0006, ISBN 978-0-262-30166-4
44. 1 2  Coman, A.; Momennejad, I.; Drach, R.; Geana, A. (2016). “Mnemonic convergence in social networks: The emergent properties of cognition at a collective level.”. 《PNAS》 113 (29): 8171–8176. Bibcode:2016PNAS..113.8171C. doi:10.1073/pnas.1525569113. PMC 4961177. PMID 27357678.
45. ↑  Au Yeung, Ching-man; Jatowt, Adam (2011). 〈Studying how the past is remembered〉 (PDF). 《Proceedings of the 20th ACM international conference on Information and knowledge management - CIKM '11》. New York, New York, USA: ACM Press. 1231쪽. doi:10.1145/2063576.2063755. ISBN 978-1-4503-0717-8.
46. ↑  Ferron, M., Massa, P.: Collective memory building in wikipedia: The case of north african uprisings. In: WikiSym'11, pp. 114–123. Mountain View, California (2011)
47. ↑  Kanhabua, N., Nguyen, T.N., Niederée, C.: What triggers human remembering of events?: A large-scale analysis of catalysts for collective memory in wikipedia. In: JCDL'14, pp. 341–350. London, United Kingdom (2014)
48. ↑  García-Gavilanes, R., Mollgaard, A., Tsvetkova, M., & Yasseri, T. (2017). The memory remains: Understanding collective memory in the digital age. Science advances, 3(4), e1602368.
49. ↑  Sumikawa, Yasunobu; Jatowt, Adam (2020). “Analyzing history-related posts in twitter”. 《International Journal on Digital Libraries》 (Springer) 22: 105–134. doi:10.1007/s00799-020-00296-2.

### 일반 연구
- 얀 아스만: 종교와 문화 기억: 10가지 연구, 스탠포드 UP 2005
- 제프리 앤드류 바라쉬, 집단 기억과 역사적 과거, 시카고와 런던, 시카고 대학교 출판부, 2016.
- 모리스 블로흐. "우리가 생각하는 방식에 대한 자서전적 기억과 더 먼 과거의 역사적 기억": 인지, 기억, 문해력에 대한 인류학적 접근, M. 블로흐 편집. 볼더와 옥스퍼드: 웨스트뷰 출판사: 1998.
- 코너튼, 폴. 1989. 사회과학의 주제, 사회를 기억하는 방법. 케임브리지 [영국]; 뉴욕: 케임브리지 대학교 출판부.
- 모리스 할바흐스: 집단 기억에 대하여, 시카고 대학교 출판부, 1992, ISBN 0-226-11596-8
- 페네베이커, 제임스 W. 페이즈, 다리오. 라임, 버나드: 정치 사건에 대한 집단 기억: 사회 심리적 관점, 뉴저지 마화. 로렌스 얼바움 어소시에이츠: 1997.
- 에이미 코닝 & 하워드 슈만: 세대와 집단 기억, 시카고: 시카고 대학교 출판부, 2015. ISBN 978-0-226-28252-7

### 사례 연구
- 바이엘, 야코프 M. (2016). 기억과 소속감: 이스라엘에서 아르헨티나 출신 이민자들의 문화 간 전환기 동안 집단 기억의 사회적 구성. 다학제 연구 저널, 8(1), 5-27.
- 베이너, 가이 (2007). 《 프랑스의 해를 기억하며: 아일랜드 민속 역사와 사회 기억 》. 매디슨: 위스콘신 대학교 출판부. ISBN 978-0-299-21824-9.
- 베이너, 가이 (2018). 《 망각의 기억: 사회적 망각과 통시적 역사학》. 옥스퍼드: 옥스퍼드 대학교 출판부. ISBN 978-0-19-874935-6.
- 부루마, 이안. (1995). 죄책감의 임금: 독일과 일본에서의 전쟁 기억. 뉴욕: 자오선.
- 콜, 제니퍼: 식민주의를 잊었나요? : 마다가스카르, 버클리의 희생과 기억의 예술 [등] : 캘리포니아 대학교 출판부, 2001 [1] 보관됨 2009-11-29 - 웨이백 머신
- 핏치, 마티아스: 기억의 약속: 마르크스, 벤자민, 데리다의 역사와 정치, 뉴욕 주립대학교 출판부, 2006년
- 지슬리 시구르 ð손. "현재에 맞는 과거 만들기." 미니와 무닌에서: 중세 북유럽 문화의 기억, 페르닐 헤르만, 스티븐 A. 미첼, 아그네스 S. 아르노르스도티르 편집, 175-96. 턴아웃: 브레폴스, 2014.
- 징, 준. (1996). 추억의 사원: 중국 마을의 역사, 권력, 도덕. 스탠포드, 캘리포니아: 스탠포드 대학 출판부.
- 립시츠, 조지: 시간의 흐름: 집단 기억과 미국 대중문화, 미니애폴리스. 미네소타 대학교 출판부: 2001.
- 닐, 아서 G.: 국가적 트라우마와 집단 기억: 미국 세기의 주요 사건들. 아몬크, 뉴욕 M.E. 샤프: 1998
- Olick, Jeffrey K.: 후회의 정치: 집단 기억과 역사적 책임에 대하여, Routledge, 2007
- 올릭, 제프리 K.: 행맨의 집에서: 독일 패배의 불행, 1943-1949, 시카고 대학교 출판부, 2005.
- 소렉, 타미르 (2015). 이스라엘의 《 팔레스타인 기념: 달력, 기념비, 순교자 》. 스탠포드, 캘리포니아: 스탠포드 대학교 출판부. ISBN 978-0-8047-9518-0.
- 샤마, 사이먼. (1996). 풍경과 기억. 첫 번째 빈티지 북스 편집. 뉴욕: A.A. Knopf: 랜덤 하우스에서 배포.
- 스미스, A. L. & 아이젠스타인, A. (2016). 산산조각난 세계 재건: 과거를 목소리 내어 공동체 만들기. 네브래스카 대학교 출판부.
- 틸락-그라프, 앤-카틀린 (2012): 에린너룽스폴리틱 데어 DDR. 다게스텔트 안데르 베리히터스타퉁 데어 타게자이퉁 „ 노이에스 도이에스칠란드"의 über die Nationalen Man-und Gedenkstäten Buchenwald, Ravensbrück und Sachsenhausen. 프랑크푸르트 암 메인: 피터 랭. ISBN 978-3-631-63678-7.
- 티로쉬, 요아브. "스칼드를 꾸짖다: 모르킨스키나의 스네글루-할라 þ아트르에서 문화적 기억의 구축." 유럽 스칸디나비아 연구 저널 47, 1호 (2017): 1–23.
- 주커, 이브. 투쟁의 숲: 고지대 캄보디아의 추모 도덕성. 하와이 대학교 출판부, 2013.

### 핸드북
- 올릭, 제프리 K., 베레드 비니츠키-세루시, 다니엘 레비, 편집. 집단 기억 리더. 옥스퍼드 대학교 출판부: 2011.
- 프루차, 프란시스 폴. 미국 역사 연구 핸드북: 참고 문헌 및 기타 참고 문헌 가이드. 네브래스카 대학교 출판부: 1987
- 미국 사회사 백과사전. 메리 케이튼 외 3권. 뉴욕: 스크리브너, 1993.
- 블레이젝, 론 앤 페로, 안나. 미국 역사: 정보 출처 선택 가이드. 콜로라도주 잉글우드. 도서관 무제한: 1994
- 얼, 아스트리드 앤 너닝, 앤스가르. 문화 기억 연구의 동반자. 월터 드 그뤼터. 2010.
- 글라우저, 위르그, 헤르만, 페르닐과 미첼, 스티븐 A., 편집. 전근대 북유럽 기억 연구 핸드북: 학제 간 접근.베를린, 보스턴: 드 그뤼터, 2019.

### 계산 접근 방식
- 여우영 칭만, 자토트 아담 (2011). 〈과거는 어떻게 기억되는가에 대한 연구〉 (PDF). 《제20회 ACM 정보 및 지식 관리 국제 학술대회(CIKM '11) 논문집》. 뉴욕, 미국: ACM 프레스. p.1231. doi:10.1145/2063576.2063755. ISBN 978-1-4503-0717-8.
- 호스킨스, 앤드루 (2011). 〈미디어, 기억, 은유: 기억과 연결성 전환〉. 《파랄랙스(Parallax)》, 제17권, 19–31쪽.https://doi.org/10.1080/13534645.2011.605573
- 마호르티흐, 미콜라이, 주커, 엘리자베스 M., 사이먼, 데이비드 J. 외 (2023).〈안드로이드는 집단학살을 꿈꾸는가? 생성형 AI가 대량학살 기억화의 미래를 어떻게 바꿀 수 있는가〉. 《디스커버리 인공지능(Discovery Artificial Intelligence)》, 제3권, 28.
- 몬커, 윌로우, 커크, 데이비드 (2014년 6월).〈디지털 추모의 새로운 프레임워크〉. 《2014 인터랙티브 시스템 디자인 학술대회 논문집》, 965–974쪽.
- 스미카와 야스노부, 자토트 아담, 뒤링 마르텐 (2017). 〈역사 관련 트윗에서의 시간 및 웹사이트 인용 분석〉. 《2017 ACM 웹 과학 컨퍼런스 논문집》. 뉴욕: ACM 프레스. 419–420쪽. doi:10.1145/3091478.3098868. ISBN 978-1-4503-4896-6. ※ 2017년 12월 16일 PDF 원본 보존됨.
- 스미카와 야스노부, 자토트 아담, 뒤링 마르텐 (2018년 5월 23일). 〈디지털 역사와 마이크로블로깅의 만남〉. 《제18회 ACM/IEEE 공동 디지털 라이브러리 학술대회》, 213–222쪽. 뉴욕: ACM. doi:10.1145/3197026.3197057. ISBN 978-1-4503-5178-2.
- 스미카와 야스노부, 자토트 아담 (2020). 〈트위터 내 역사 관련 게시물 분석〉. 《국제 디지털 도서관 저널》(Springer), 제22권, 105–134쪽. doi:10.1007/s00799-020-00296-2.
- 월든, 버지니아 G. (2022). 《디지털 시대의 기념 박물관》. 서식스: REFRAME.
- 주커, 엘리자베스 M., 사이먼, 데이비드 J. (편집). 《디지털 시대의 집단폭력과 기억: 떠도는 기억화》. 참: 팰그레이브 맥밀런, 2020.

### 심리적 접근법
- 최현영, 블루멘, 허나 M., 콩글턴, 앨리슨 R., 라자람, 수잔나 (2014). 〈기억의 사회적 전파에서 집단 구성의 역할: 동일 집단과 재구성된 집단의 증거〉. 《인지 심리학 저널》, 제26권(1호), 65–80쪽.
- 코만, 안드레이 (2015). 〈집단 기억의 심리학〉. 제임스 D. 라이트 (편집장), 《국제 사회 및 행동과학 백과사전》(2판), 제4권, 옥스퍼드: 엘스비어, 188–193쪽.
- 코만, 안드레이, 모멘네자드, 이다, 지아나, 알렉산드루, 드라크, 다니엘 R. (2016). 〈사회적 네트워크 내 기억 수렴: 집단 수준에서 인지의 발현 속성〉. 《미국 국립과학원 회보(PNAS)》, 제113권(29호), 8171–8176쪽.
- 콩글턴, 앨리슨 R., 라자람, 수잔나 (2014). 〈협력이 기억의 내용과 구조 모두를 변화시킨다: 공유된 표상의 구조 만들기〉. 《실험 심리학 일반 저널》, 제143권(4호), 1570–1584쪽.
- 허스트, 윌리엄, 마니에, 다니엘 (2008). 〈집단 기억 심리학을 향하여〉. 《메모리(Memory)》, 제16권, 183–200쪽.
- 허스트, 윌리엄, 야마시로, 준, 코만, 안드레이 (2018). 〈심리학적 관점에서 본 집단 기억〉. 《인지 과학의 동향(Trends in Cognitive Sciences)》, 제22권(5호), 438–451쪽.
- 리카타, 로랑, 메르시, 오렐리 (2015). 〈집단 기억(사회 심리학적 관점)〉. 《국제 사회 및 행동과학 백과사전》(2판), 엘스비어.
- 버치, 제임스 V., 루디거, 헨리 L. (2008). 〈집단 기억: 개념적 토대와 이론적 접근〉. 《메모리(Memory)》, 제16권(3호), 318–326쪽.
- 라자람, 수잔나, 페레이라-파사린, 루시애나 P. (2010). 〈협력 기억: 인지 연구와 이론〉. 《심리과학의 관점(Perspectives on Psychological Science)》, 제5권(6호), 649–663쪽.
- 루디거, 헨리 L., 아벨, 마이클 (2015). 〈집단 기억: 인지 연구의 새로운 영역〉. 《인지 과학의 동향(Trends in Cognitive Sciences)》, 제19권(7호), 359–361쪽.
- 웰던, 메리 S., 벨링어, 케빈 D. (1997). 〈집단 기억: 협력적 및 개별적 기억 과정〉. 《실험 심리학: 학습, 기억, 인지 저널》, 제23권(5호), 1160–1175쪽.